# Oxytropis pseudofrigida
Oxytropis pseudofrigida är en ärtväxtart som beskrevs av Saposhn. Oxytropis pseudofrigida ingår i släktet klovedlar, och familjen ärtväxter. Inga underarter finns listade i Catalogue of Life.